# Ichneumon niphonicus
Ichneumon niphonicus är en stekelart som beskrevs av Tohru Uchida 1926. Ichneumon niphonicus ingår i släktet Ichneumon och familjen brokparasitsteklar. Inga underarter finns listade i Catalogue of Life.